# Rắn lục núi
Rắn lục núi (Danh pháp khoa học: Ovophis monticola) là một loài rắn trong họ Rắn lục. Loài này được Günther mô tả khoa học đầu tiên năm 1864.

## Hình ảnh

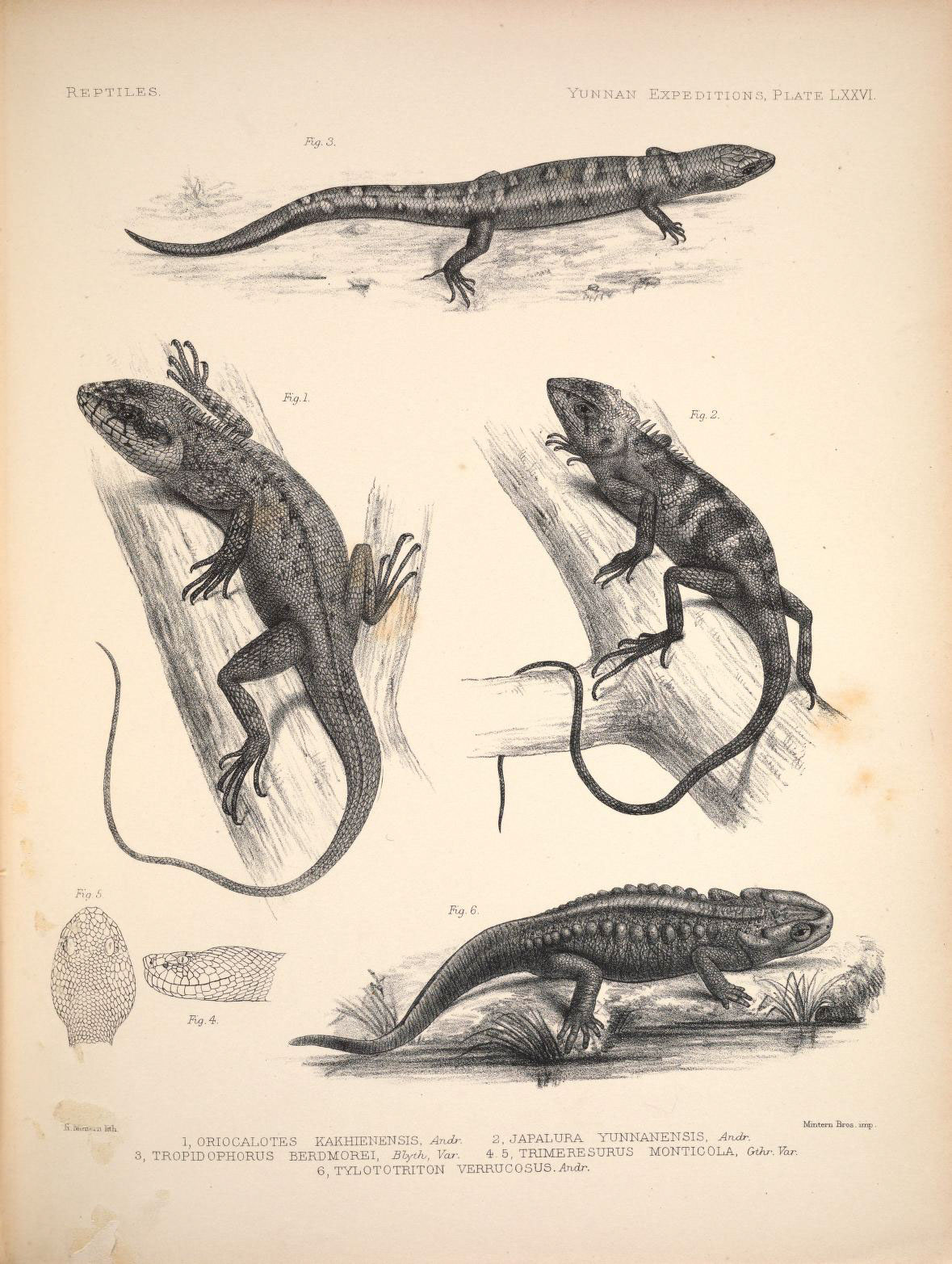